# Egy szabad lélek
Az Egy szabad lélek (eredeti cím: A Free Soul) egy 1931-ben bemutatott Clarence Brown rendezésében készült amerikai filmdráma. A produkciót az Amerikai Filmakadémia három Oscar-díjra jelölte, melyből "legjobb férfi főszereplő" kategóriában sikerült nyernie Lionel Barrymorenak.
A történet egy alkoholista védőügyvédről (Lionel Barrymore) szól, aki védelmébe veszi lánya (Norma Shearer) exbarátját (Leslie Howard), mert az úgy óvta meg a lányt, hogy meggyilkolt egy gengsztert (Clark Gable), akivel az ügyvéd lánya kapcsolatba keveredett.
A film legemlékezetesebb jelenete a Barrymore által elhangzott hosszú, 14 perces védőbeszéd a történet végén. Clark Gable szintén nagyon meggyőzően alakította a gengszterfigurát, aki levette Norma Shearert a lábáról. Gable rövidesen kinőtt a mellékszerepekből, és karrierje végéig csak főszerepeket osztottak rá.

## Fontosabb szereplők
| Színész          | Karakter        |
| ---------------- | --------------- |
| Norma Shearer    | Jan Ashe        |
| Lionel Barrymore | Stephen Ashe    |
| Leslie Howard    | Dwight Winthrop |
| Clark Gable      | Ace Wilfong     |
| James Gleason    | Eddie           |
| Lucy Beaumont    | Ashe nagymama   |

## Oscar-díj
- Oscar-díj (1931)
  - díj: legjobb férfi főszereplő – Lionel Barrymore
  - jelölés: legjobb rendező – Clarence Brown
  - jelölés: legjobb női mellékszereplő – Norma Shearer

## Fordítás
- Ez a szócikk részben vagy egészben  az   A_Free_Soul című angol Wikipédia-szócikk fordításán alapul.  Az eredeti cikk szerkesztőit annak laptörténete sorolja fel. Ez a jelzés csupán a megfogalmazás eredetét és a szerzői jogokat jelzi, nem szolgál a cikkben szereplő információk forrásmegjelöléseként.